# Enclos belges ou picards
Les enclos belges ou picards sont des sanctuaires gaulois fréquentés entre les IVe et Ier siècles av. J.-C..

## Caractéristiques
Les enclos belges livrent des offrandes par milliers. De 30  à   40 mètres de côtés, entourés de fossés et d’un talus surmonté d’une palissade, ils contiennent un temple en bois ouvert à l’est, originellement décoré de peintures ou de sculptures, et aux parois chargées de panoplies de guerriers. Selon César et Tite-Live, ces trophées accrochés par les vainqueurs pouvaient demeurer plusieurs dizaines d’années, jusqu’à ce qu’ils tombent au sol. Ils étaient alors cassés et jetés dans le fossé de clôture.

### Le sanctuaire de Gournay-sur-Aronde
À Gournay-sur-Aronde dans le département de l'Oise, le sanctuaire situé dans l’oppidum, non loin d’un lac marécageux, livre des armes en fer et des ossements d’animaux, reliefs de nombreux sacrifices dispersés dans les fossés. L’entrée, minutieusement aménagée à une interruption du fossé, consiste en un porche surmonté de trophées, parmi lesquels des crânes humains.

### Le sanctuaire de Ribemont-sur-Ancre
Dans le sanctuaire de Ribemont-sur-Ancre dans le département de la Somme, l’un des plus grands de Gaule, avec 800 m de long et un plan complexe, un monument cubique de 1,60 m de côté est érigé avec les os longs empilés d’un millier d’individus de quinze à vingt ans. Des ossuaires communautaires constituent des sortes de piliers aux quatre coins internes de l’enclos. Entre chacune de ces colonnes d’ossements, des cadavres découpés jonchent le sol ; les crânes ont été détachés et préparés.